# Mittelalterliches Kaufhaus Stendal

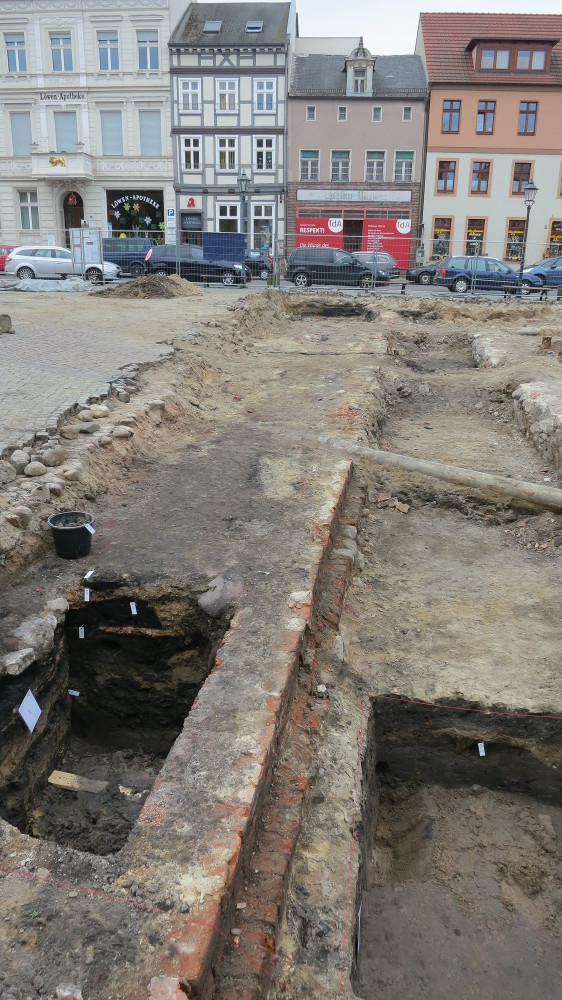
Ausgrabungen auf dem Markt (März 2016)

Das Kaufhaus Stendal ist ein nur als Fundament erhaltenes Gebäude in Stendal in Sachsen-Anhalt, das als Kaufhaus genutzt wurde. Es wurde erstmals 1188 erwähnt.

## Geschichte
Es war etwa 50 Meter lang und einer der ersten profanen Ziegelstein-Bauten Norddeutschlands. Nach seinem Vorbild wurden in vielen Städten des östlichen Mitteleuropas, wie beispielsweise Cottbus, Breslau und Krakau, Kaufhäuser errichtet.
Neben der Marienkirche, die damals noch nicht so groß war wie heute, sei das Kaufhaus das größte Bauwerk am Marktplatz gewesen.
2016 wurden seine Fundamente bei archäologischen Grabungen auf dem Stendaler Marktplatz freigelegt.
Hirschmann erwähnt 2016 in seinem Werk Die Stadt im Mittelalter das Kaufhaus als eines der ersten im Reiche nach Köln. Teilweise wird es auch als ältestes Kaufhaus nördlich der Alpen erwähnt, so in einer Schrift des Landesamtes für Denkmalpflege Sachsen-Anhalt.